# Lacinius erinaceus
Espèce
Lacinius erinaceus est une espèce d'opilions eupnois de la famille des Phalangiidae.

## Distribution
Cette espèce se rencontre en Géorgie en Abkhazie et en Turquie dans les provinces de Gümüşhane et de Bayburt.

## Description
Le mâle holotype mesure 5,3 mm et la femelle paratype 7,1 mm.

## Systématique et taxinomie
Cette espèce a été décrite par Staręga en 1966.

## Publication originale
- Staręga, 1966 : « Beitrag zur Kenntnis der Weberknecht-Fauna (Opiliones) der Kaukasusländer. » Annales Zoologici, Polska Akademia Nauk Instytut Zoologii, vol. 23, no 13, p. 387–411.